# Chromaticity
Chromaticity – dziesiąty album studyjny amerykańskiego gitarzysty Tony'ego MacAlpine'a. Wydawnictwo ukazało się w 2001 roku nakładem wytwórni muzycznej Shrapnel Records.

## Lista utworów
Opracowano na podstawie materiału źródłowego.
1. "Christmas Island" (Macalpine) - 5:43
2. "Chromaticity" (Macalpine) - 5:35
3. "City Beneath the Sea" (Macalpine) - 6:14
4. "Digitalis Destructi" (Macalpine) - 4:39
5. "Isis" (Macalpine) - 5:21
6. "Prince of Light" (Macalpine) - 4:36
7. "Still Valley" (Macalpine) - 5:05
8. "Avenger" (Macalpine) - 5:08
9. "Eye of the Soul" (Macalpine) - 6:08
10. "Etude Nr. 8 Op. 10" (Chopin, Macalpine) - 2:16

## Twórcy
Opracowano na podstawie materiału źródłowego.

- Tony MacAlpine – gitara, instrumenty klawiszowe, produkcja muzyczna
- Steve Smith – perkusja, produkcja muzyczna
- Barry Sparks – gitara basowa
- Robert M. Biles – inżynieria dźwięku
- Bernie Torelli – miksowanie, mastering